# Mistrzostwa Europy w Lekkoatletyce 2018 – chód na 50 km kobiet
Chód na 50 kilometrów kobiet – jedna z konkurencji biegowych rozgrywanych podczas lekkoatletycznych mistrzostw Europy w Berlinie. Były to pierwsze zawody rozgrywane w tej konkurencji na mistrzostwach Europy.

## Terminarz
| Data       | Godzina |       |
| ---------- | ------- | ----- |
| 7 sierpnia | 08:35   | Finał |

## Rekordy
|                                        | Zawodniczka    | Wynik   | Miejsce  | Data                  |
| -------------------------------------- | -------------- | ------- | -------- | --------------------- |
| Rekord świata                          | Liang Rui      | 4:04:36 | Taicang  | 5 maja 2018(dts)      |
| Rekord Europy                          | Inês Henriques | 4:05:56 | Londyn   | 13 sierpnia 2017(dts) |
| Rekord mistrzostw Europy               |                |         |          |                       |
| Najlepszy wynik na świecie w 2018 roku | Liang Rui      | 4:04:36 | Taicang  | 5 maja 2018(dts)      |
| Najlepszy wynik w Europie w 2018 roku  | Júlia Takács   | 4:13:04 | Walencja | 25 lutego 2018(dts)   |

## Rezultaty

### Finał
Źródło: european-athletics.org.
| Poz. | Zawodniczka             | Reprezentacja | Czas    | Uwagi     |
| ---- | ----------------------- | ------------- | ------- | --------- |
| 01 ! | Inês Henriques          | Portugalia    | 4:09:21 | CR        |
| 02 ! | Alina Cwilij            | Ukraina       | 4:12:44 | NR        |
| 03 ! | Júlia Takács            | Hiszpania     | 4:15:22 |           |
| 4.   | Chrystyna Judkina       | Ukraina       | 4:20:46 | PB        |
| 5.   | Wasilina Witowszczyk    | Ukraina       | 4:23:15 | PB        |
| 6.   | Mária Czaková           | Słowacja      | 4:24:59 |           |
| 7.   | Ainhoa Pinedo           | Hiszpania     | 4:27:03 |           |
| 8.   | Mar Juárez              | Hiszpania     | 4:28:58 | PB        |
| 9.   | Dušica Topic            | Serbia        | 4:30:43 | NR        |
| 10.  | Mariavittoria Becchetti | Włochy        | 4:31:41 | PB        |
| 11.  | Nadzieja Darażuk        | Białoruś      | 4:35:14 |           |
| 12.  | Ivana Renić             | Chorwacja     | 4:35:39 | NR        |
| 13.  | Tiia Kuikka             | Finlandia     | 4:35:56 |           |
| 14.  | Lucie Champalou         | Francja       | 4:52:38 |           |
| 15 ! | Joanna Bemowska         | Polska        | DNF     |           |
| 15 ! | Agnieszka Ellward       | Polska        | DNF     |           |
| 15 ! | Semiha Mutlu            | Turcja        | DNF     |           |
| 15 ! | Natassia Łaciewicz      | Białoruś      | DNF     |           |
| 19 ! | Anett Torma             | Węgry         | DSQ     | 230.7 (a) |